# 最高政治評議会
最高政治評議会（さいこうせいじひょうぎかい、アラビア語: المجلس السياسي الأعلى, ラテン文字転写: al-Majlis as-Siyāsiyy al-ʾAʿlā）は、2016年7月28日に設立されたイエメンのフーシ派における最高政策指導機関。なお、国際社会から承認を受けていない。サーレハ・アリ・アッ＝サンマードが2018年4月18日に暗殺されるまで務めていた。イラン、北朝鮮などは評議会の存在を承認している。評議会の設立と共に、フーシ派の首相としてアブドゥルアズィーズ・ビン・ハブトゥールを擁立させている。
2015年1月のフーシ派反政府勢力による大統領宮殿占拠を巡り、アブド・ラッボ・マンスール・ハーディー大統領とハーリド・マフフーズ・バハーハ首相の辞任を受けて、フーシ派指導者アブドゥルマリク・アル・フーシは、北部と北部からの平等な代表を持つ6人のメンバーによる「暫定大統領評議会」の設置を提案したと伝えられている。同年2月1日、フーシ派はイエメンの各派閥に対し、現在の政治危機の解決しなければ、フーシ派の「革命的指導者」が直接政権を掌握すると警告していた。2015年2月6日、フーシ派が正式にサナアを占拠し、代議院の一時的な解散を宣言し、イエメンを2年間指導するための国家代表としての「大統領評議会」が設立され、最高政策指導機関としての「革命委員会」が置かれると発表。551人の評議員で構成する同機関を設立する声明を出した。評議会指導部は、2016年8月14日に宣誓を行う。1年間指導機関として担っていた革命評議会は政治評議会に吸収され、消滅。
国連イエメン担当特使のイスマイール・ウルド・シェイフ・アフメドは同機関の設置について、国連安保理決議の重大違反に相当し、和平交渉を阻害するものと見做している。

## 構成員
2023年現在、以下の評議員で構成されている。

### 現在の評議員
- 議長：マフディー・アル＝マシャート
- 副議長：サーデク・アミーン・アブー・ラアス（英語版）
- 評議員：
  - ムハンマド・アリ・アル・フーシ
  - サーレハ・マブフート・アン＝ヌアイミー
  - ジャーベル・アブドッラー・ガーレブ・アル＝ワフバーニー（アラビア語版）
  - ムバーラク・サーレハ・アル＝ミシュン
  - スルターン・アハマド・アッ＝サーメイー（アラビア語版）
  - ハーレド・ムハンマド・サイード・アッ＝ディーニー
  - アハマド・ガーレブ・アッ＝ラフウィ